# مارتن بايلس
مارتن بايلس (بالإنجليزية: Martin Bayless)‏ هو مدرب رياضي أمريكي، ولد في 11 أكتوبر 1962 في دايتون في الولايات المتحدة.

## وصلات خارجية
- مارتن بايلس على موقع مرجع كرة القدم المحترفة.كوم (الإنجليزية)